# Motor

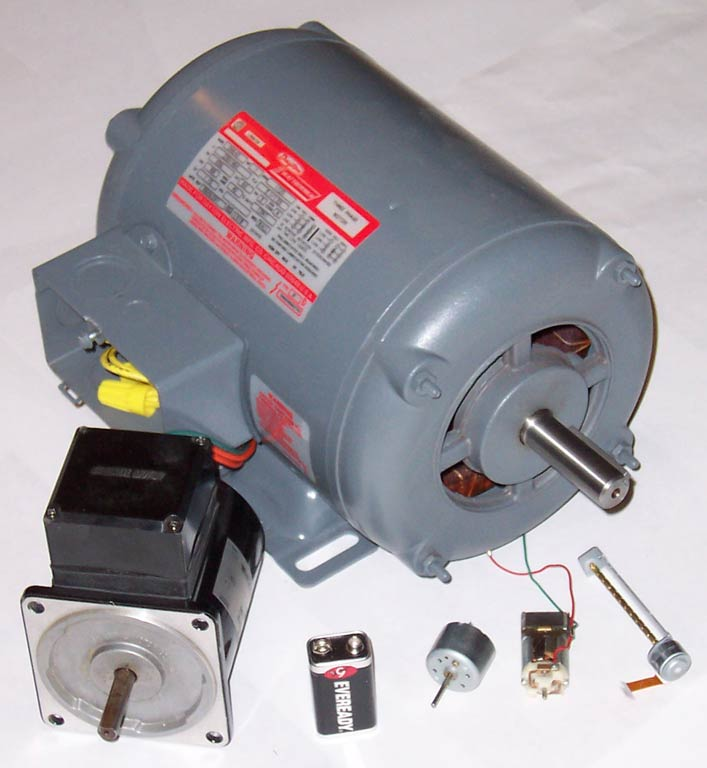
Diverse elektriska motorer, med ett 9 V-batteri som storleksjämförelse.

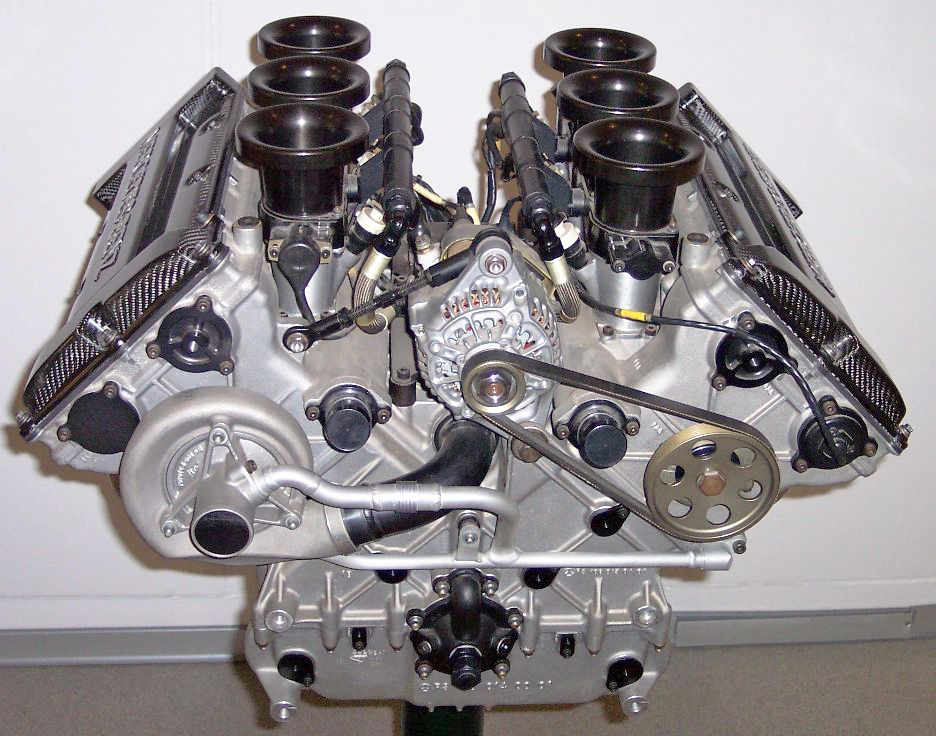
En förbränningsmotor, en V6:a från Mercedes-Benz.

En motor är en maskin som omvandlar energi för att utveckla fysisk rörelse (roterande eller linjär kraftrörelse) eller impulsenergi (reaktionskraft). Ordet kommer från latinets movére som betyder "röra".

## Typer
Beroende på ingående och utgående energiform samt ändamål finns olika motorlösningar. till exempel:
- Förbränningsmotorer. Omvandlar i en intern process (i motorn) kemisk energi (bränsle) till mekanisk energi eller impulsenergi genom oxidation med syre.
  - Kolvmotorer. Utvecklar mekanisk energi i en roterande axel. Kan arbeta efter två processer oberoende av varandra:
    - Dels tvåtaktsmotor eller fyrtaktsmotor och
    - dels Ottomotor med tändstift eller dieselmotor med självantändning av bränslet.

  - Wankelmotor eller rotationskolvmotor. En motor där kolven inte sätts i en linjär rörelse utan fås att rotera av impulsenergin.
  - Gasturbin. Utvecklar mekanisk energi i en roterande axel. Om axeln driver en propeller kallas det turbopropmotor. Förbränningen sker kontinuerligt i en brännkammare där komprimerad luft oxiderar.
  - Jetmotor. Utvecklar impulsenergi genom att avgaserna slungas ut, ofta över 10 ggr ljudhastigheten. Liknar gasturbinen med en kompressor för luften som oxiderar bränslet.
  - Rammotor. Samma som en jetmotor men en kon för den inkommande luften komprimerar luften tillräckligt vid hastigheter > 5 mach.
  - Raketmotor. Utvecklar impulsenergi genom att tillföra syre direkt och inte ur luften. Finns dels för fast bränsle, till exempel krut, som innehåller både bränsle och oxidationsmedel. Dels med två tankar för flytande väte (vanligen) respektive flytande syre som pumpas in i en brännkammare.
- Gastryckmotorer. Dels med vattenånga som skapats i en extern process (eldad ångpanna eller ånggenerator i till exempel ett kärnkraftverk). Dels tryckluft från en kompressor:
  - Kolvångmaskiner. Utnyttjar expanderande ånga till att driva kolvar som ger mekanisk energi i en roterande axel.
  - Ångturbin. Utnyttjar expanderande ånga rörelseenergi till att bilda mekanisk energi i en roterande axel.
  - Tryckluftmotor som omvandlar tryckenergi i komprimerad luft till mekanisk energi i olika former.
- Värmemotor som omvandlar varm gas eller vätska till mekanisk energi.
  - Stirlingmotor som är en kolvmotor där en innestängd gas omväxlande värms och kyls och därvid ger en kolvrörelse som sedan driver en roterande axel.
- Vätsketryckmotorer.
  - Vattenhjul. Utnyttjade i förr i tiden lägesenergin och rörelseenergin i vattenfall.
  - Vattenturbin som omvandlar lägesenergi och rörelseenergi i vatten till mekanisk energi i en roterande axel.
  - Hydraulmotor som omvandlar tryckenergi i en vätska till mekanisk energi i en roterande axel.
- Elektriska motorer. Omvandlar elektrisk energi till mekanisk energi via magnetfält.
  - Likströmsmotor. Energi i en roterande axel.
  - Växelströmsmotor. Energi i en roterande axel. Antingen
    - synkronmotor eller
    - asynkronmotor. Tekniken med växelriktare som kom i slutet av 1900-talet har möjliggjort varvtals- och momentreglering vilket ökat tillämpbarheten av dessa motortyper.

  - Stegmotor där axelvridningen kan styras i exakta vinklar.
  - Linjärmotor där en rörelse av en bestämd längd och riktning kan åstadkommas.
- Vindturbiner som omvandlar tryckskillnader i luften till mekanisk energi i en roterande axel.
- Fjädermotorer, i till exempel urverk och leksaker, som utnyttjar lagring av mekanisk energi för att sedan förbruka denna energi.
- Jonmotorer som omvandlar elektrisk energi genom upphettning av en gas till plasma där jonerna accelereras i ett elektriskt fält så att en impulsenergi erhålles för till exempel justering av rymdkapslar.

Motor används även i överförd bildlig betydelse till exempel:
- En person som driver på för ett visst ändamål, till exempel "hon är motorn i organisationen".
- Programvaror som förflyttar användaren i informationsvärlden, till exempel sökmotor.

## Viktiga parametrar
Verkningsgrad. Kvoten mellan utgående energi och ingående energi. Alltid ett tal mellan noll och ett. Förbränningsmotorerna har relativt låg verkningsgrad medan elmotorer och vattenturbiner har en hög. Se motsvarande artiklar.
Energitillförsel. I fordon har man ofta fört med sig bränsle vilket gjort att man varit bunden till förbränningsmotorer. I framtiden bedömer man batterier vara en möjlig lagringsform i fordon. Tåg har dock kunnat utnyttja en kontaktledning för att driva sina effektiva elektriska traktionsmotorer. Flygplan är bundna till förbränningsmotorer, ofta sådana som ger impulsenergi. För drivning av maskiner i hem och fabriker användes mest elmotorer som är effektiva och lättreglerade.
Utrymme / Vikt. I fordon vill man ha små och lätta motorer med låg tyngdpunkt. Kolvmotorer kan ha cylindrarna i rad, i V-form eller som en stjärna till exempel. Vissa flygplan har inverterade radmotorer med vevaxel upptill vilket ger markfrigång för propellern. Fartyg kan ha höga tvåtakts lågvarviga katedraldieslar. Motorsågar har högvarviga tvåtaktsmotorer av magnesium för låg vikt. Entreprenadmaskiner kan ha hydraulmotorer för hjulen för att få extremt högt vridmoment utan växellådor. Moderna fläktar kan ha permanentmagnetiserade synkronmotorer som hastighetsregleras med frekvensomvandlande växelriktare. Tandläkarborrar drivs med tryckluftsmotorer som ger låga vibrationer och lite obehag.

## Historia
Få problem har varit föremål för lika många idéer som att ersätta människans muskelkraft. Man började med dragdjur, hävstänger, lyftblock, segelriggar, vattenhjul, väderkvarnar mm. Man drömde även länge om ett perpetum mobile - en evighetsmaskin med en verkningsgrad >1.
Den stora uppfinningen var ångmaskinen som lade grunden till industrialiseringen och järnvägarna. Sedan kom parallellt elmotorn, vattenturbinen och kolvmotorn som alla hade bättre verkningsgrad. Materialutvecklingen gjorde sedan att gasturbiner och än mer avancerade kolvmotorer kunde tillverkas. Materialutvecklingen var även förutsättningen för de raketmotorer som revolutionerat vår kunskap om rymden.
Datoriseringen och kraftelektroniken har de senare åren ytterligare förbättrat förbränningsmotorerna mot lägre emissioner och elmotorer mot bättre styrning.
Nanotekniken är kanske den senaste revolutionen som öppnar för extremt små nanomotorer av olika typer.

## Bildgalleri

Tvåtaktsmotor.
Fyrtaktsmotor.
Stirlingmotor.
Ångmaskin med slidventil
Asynkronmotor med 2 poler.
Principen för en tryckvattenreaktor med ånggenerator och ångturbin.

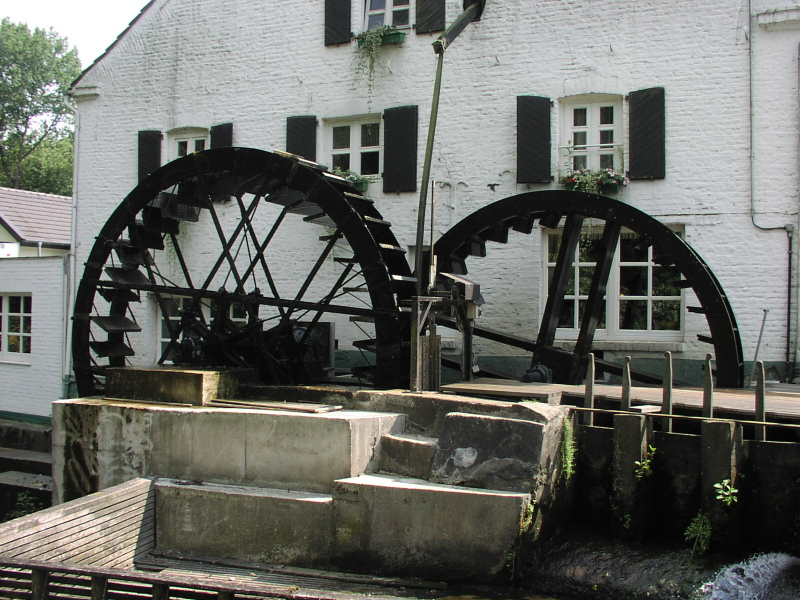
Vattenhjul som driver en kvarn.
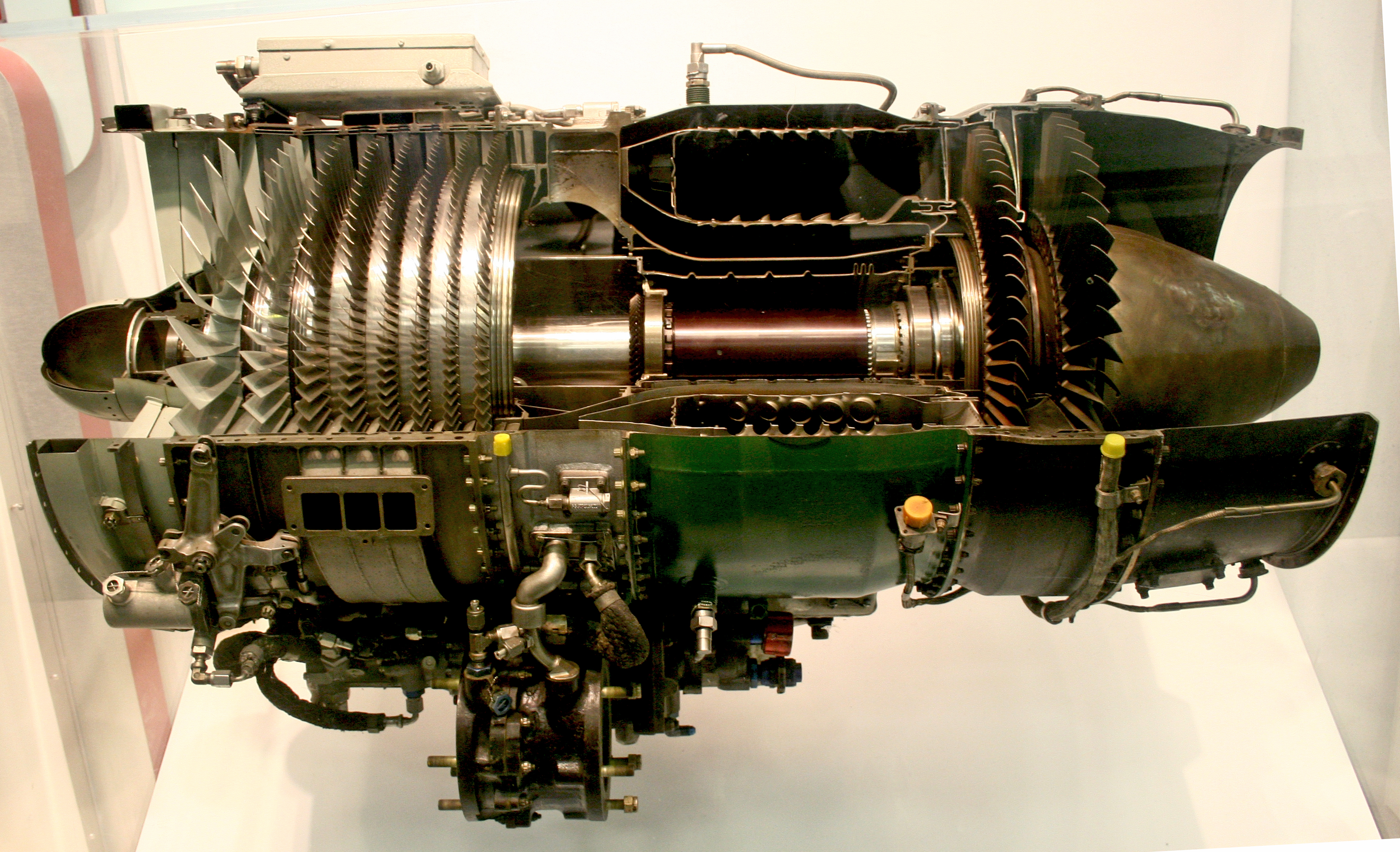
Turbojetmotor.
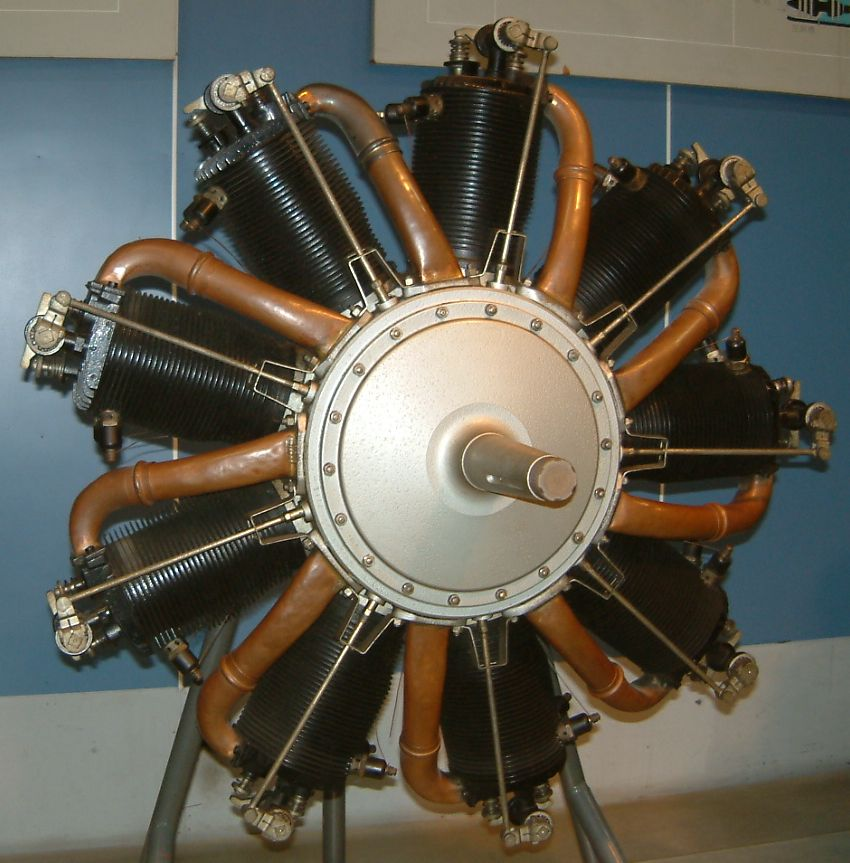
Roterande stjärnmotor för flygplan
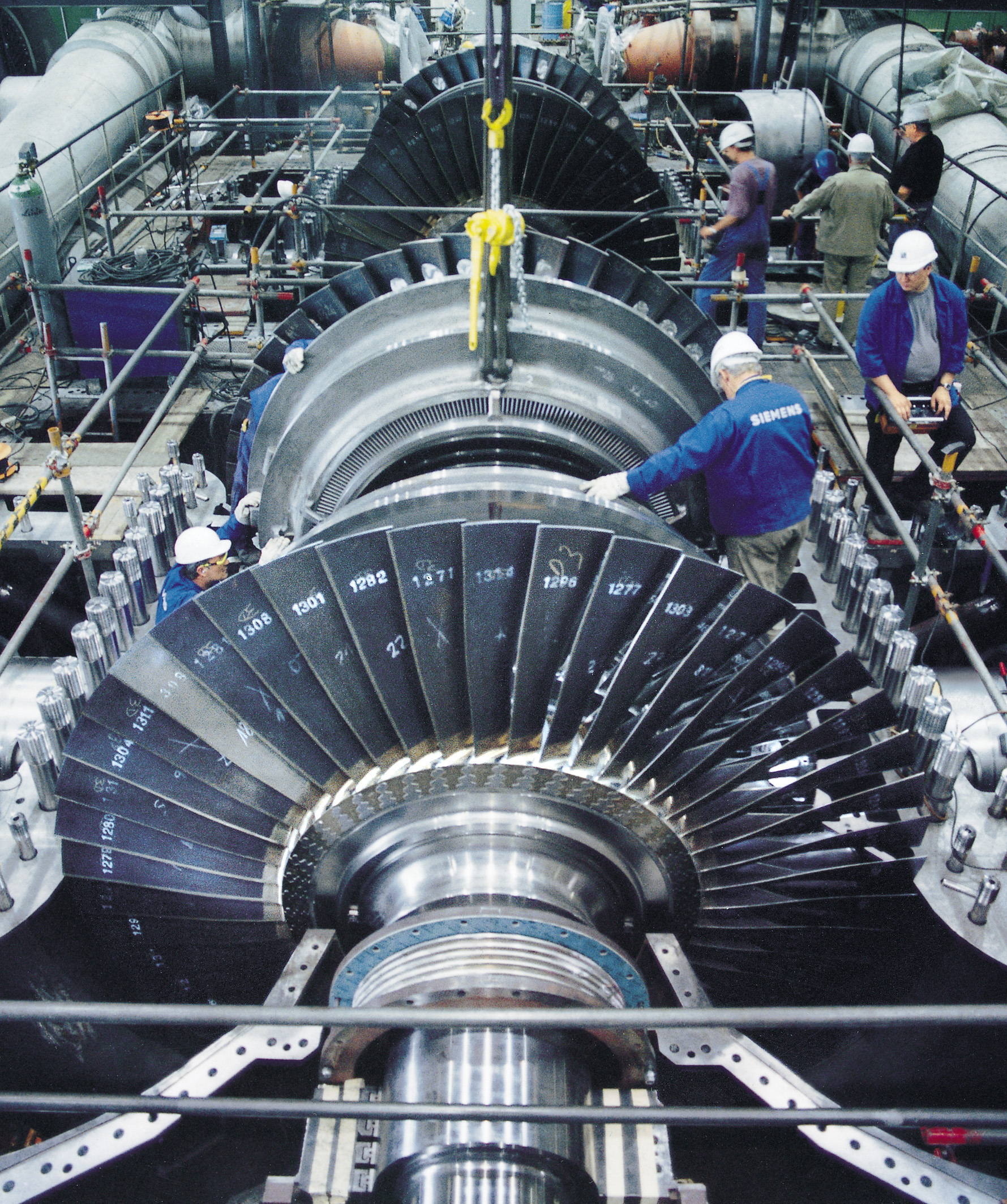
En öppnad ångturbin.
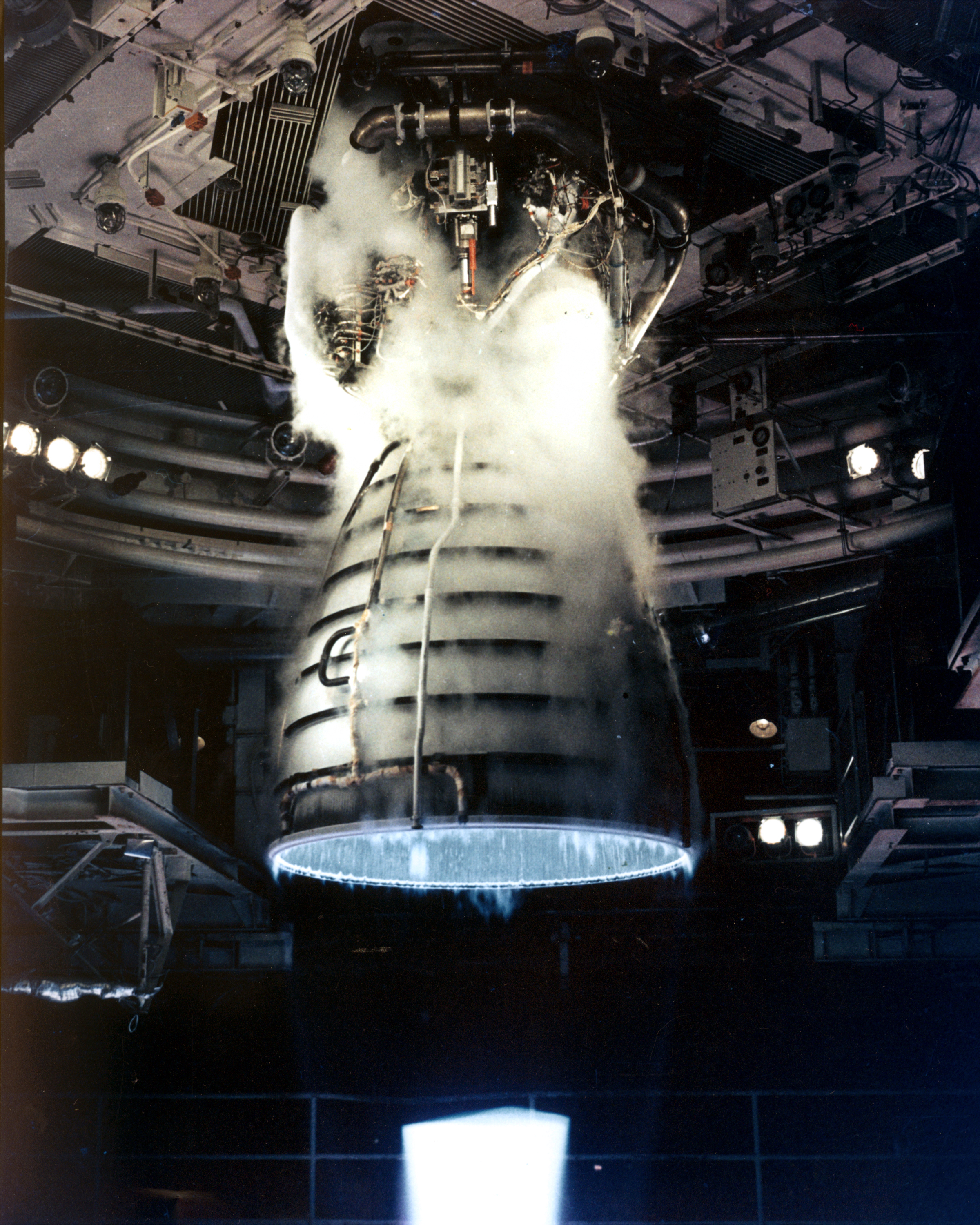
Raketmotor på en rymdskyttel.
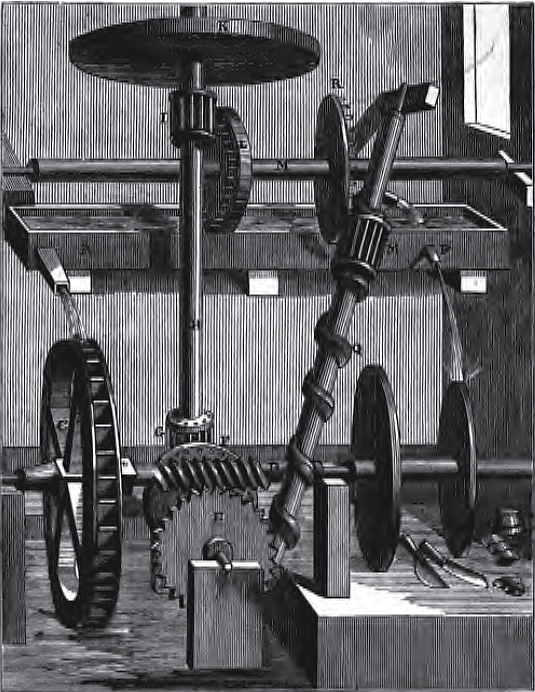
Evighetsmaskin (perpetum mobile) med vattenhjul och en Arkimedes skruv som pumpar upp vattnet.